# Multiple Process Unit
Múltiple Process Unit - Unidad de Procesos Múltiple 

Microchip procesador diseñado para realizar tareas múltiples dentro de un sistema de cómputo.
Generalmente incluye entre otros un CPU, más al menos uno de los siguientes componentes: APU, GPU, North Bridge, South Bridge y DSP´s
- Datos: Q5640312